# کینگستون آن سور
کینگستون آن سور (به انگلیسی: Kingston on Soar) یک روستا و محله مدنی در بریتانیا است که در راشکلف واقع شده‌است. کینگستون آن سور ۲۹۶ نفر جمعیت دارد.